# 베티나 림스

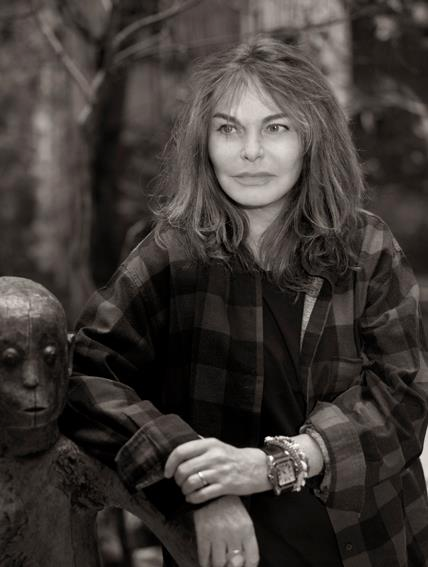
베티나 림스

베티나 카롤린 저메인 림스(프랑스어: Bettina Caroline Germaine Rheims, 1952년 12월 18일 ~ )는 프랑스의 사진가이다. 미술 경매인이자 역사가, 소설가, 아카데미 프랑세즈의 회원이자 파블로 피카소의 유산 관리자인 모리스 림스의 딸이다.